# Rómulo Bosch
Rómulo Bosch y Alsina (Calella, 1846-Barcelona, 1923) fue un médico, político y empresario español, alcalde de Barcelona y diputado y senador en las Cortes de la Restauración.

## Biografía

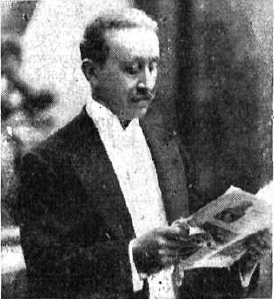
Retrato de Bosch publicado en 1911.

En 1867 marchó a Santo Domingo, donde trabajó en una casa de comercio, y de allí marchó a La Habana, donde se dedicó a la exportación hacia la península ibérica. En 1876 volvió a Cataluña, donde se dedicó a la exportación de vinos y en 1884 fundó las compañías Crédito y Docks y la Naviera Pinillos, que hacía la travesía a Cuba.
En 1892 hizo construir la Casa Bosch y Alsina en la plaza de Cataluña, diseñada por Bonaventura Bassegoda. En 1899 también creó la compañía anónima Tibidabo con Salvador Andreu Grau, Teodoro Roviralta y Román Macaya Gibert, que desarrollaría el futuro parque de atracciones.
Fue presidente de la Junta de Obras del puerto de Barcelona de 1900 a 1904 y de 1906 a 1923. Durante este tiempo se iniciaron las obras de ampliación y modernización, y en 1905 fue el responsable del diseño del Port Vell. En las elecciones generales de 1899 y 1910 fue elegido diputado al Congreso por el Partido Liberal. Entre julio y diciembre de 1905 fue alcalde de Barcelona. Fue padre de Alexandre Bosch. Reunió una importante colección numismática que en 1920 cedió al Archivo Histórico de Barcelona. Senador por Barcelona en las legislaturas de 1898-1899, 1901 y 1902. Falleció el 13 de febrero de 1923.
Es bisabuelo materno de Mercedes y Lorenzo Milá.